# Споре (Західнопоморське воєводство)
Споре (пол. Spore) — село в Польщі, у гміні Щецинек Щецинецького повіту Західнопоморського воєводства.
Населення — 302 особи (2011).

## Демографія
Демографічна структура станом на 31 березня 2011 року:
|          | Загалом | Допрацездатний вік | Працездатний вік | Постпрацездатний вік |
| -------- | ------- | ------------------ | ---------------- | -------------------- |
| Чоловіки | 139     | 36                 | 91               | 12                   |
| Жінки    | 163     | 32                 | 105              | 26                   |
| Разом    | 302     | 68                 | 196              | 38                   |